# Hochsteinalm (Salzkammergut-Voralpen)

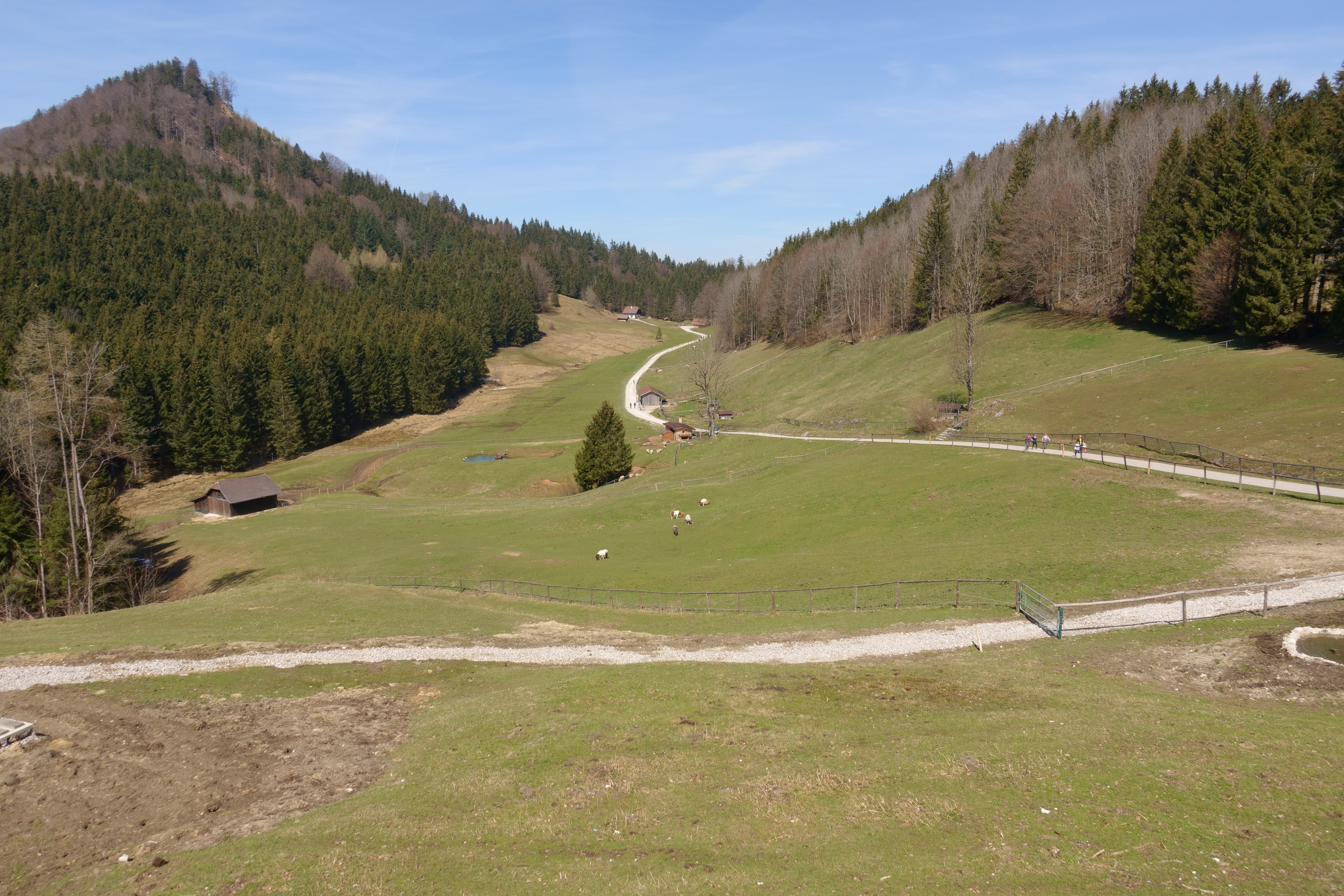
Die Hochsteinalm im April 2021

Die Hochsteinalm ist eine 6 Hektar große Alm in der Gemeinde Traunkirchen im österreichischen Bundesland Oberösterreich. Die in Privatbesitz befindliche Alm liegt in den Traun- und Atterseer Flyschbergen, in einer Seehöhe von 907 m ü. A. Auf einer Weidefläche von 5 Hektar werden Schottisches Hochlandrinder, Yaks, Alpakas, Criollos, Esel, Jakobschafe, Walliser Schwarznasenschafe und andere Kleintiere gehalten. Auf der Hochsteinalm befindet sich neben den Almgebäuden auch ein Gasthaus, das zu jeder Jahreszeit ein beliebtes Ausflugsziel ist.

## Zustieg
Das Almgebiet ist über eine Forststraße und Wanderwege erreichbar:
- Von der Ortschaft Mühlbachberg über die Forststraße
- Von Norden über den Gasthof Windlegern
- Von Süden über den Gasthof Kreh
- Von Süden über den Falmbachsteig
- Von Osten über die Geiswand